# Фрэттин, Мэтт
Мэттью (Мэтт) Фрэттин (англ. Matthew "Matt" Frattin; 3 января 1988, Эдмонтон, Канада) — канадский хоккеист, правый нападающий итальянского клуба «Больцано».

## Игровая карьера
5 марта 2014 года «Лос-Анджелес» обменял Фрэттина в «Коламбус Блю Джекетс» на нападающего Мариана Габорика. Также «Кингз» отдали право выбора во втором раунде драфта (ранее получен от «Торонто») и условный выбор в третьем раунде 2014 (выбор получен от «Эдмонтона»; «Блю Джекетс» отдали выбор «Детройту», который выбрал нападающего Доминика Туржона).
1 июля 2014 года Фрэттин вернулся в «Торонто». Взамен «Мейпл Лифс» отдали нападающего-проспекта Джерри Д’Амиго и условный выбор в седьмом раунде драфта 2015 года.
9 февраля 2016 года вместе с 4 хоккеистами «Торонто», Фрэттин, был обменян в клуб «Оттава Сенаторз», а взамен «кленовые листья» получили ещё 4. Буквально через 2 дня был арендован в клуб «Торонто Марлис».
За карьеру в НХЛ провёл 135 матчей и набрал 35 очков (17+18). В плей-офф сыграл 6 матчей и набрал 2 очка (0+2).
В КХЛ выступал за «Барыс» (2017—2019, 2020—2022) и «Ак Барс» (2019—2020). Всего провёл 232 матча и набрал 132 очка (52+80). В плей-офф сыграл 22 матча и набрал 19 очков (13+6).
В июне 2022 года подписал контракт с итальянским клубом «Больцано».